# Vörös István (zenész)
Vörös István (Budapest, 1955. január 27. –) magyar énekes, gitáros, zeneszerző, szövegíró, hangszerelő,  a magyar kultrock elsőszámú hazai képviselője 1981 óta koncertezik itthon és külföldön. Nevéhez olyan slágerek fűződnek, mint például a Tele van a város szerelemmel, Kutya világ, Neked valaki kell, Magányos utazó, Minden percért kár. 

## Életútja
1975-ben szerezte meg ORI-s működési engedélyét, ugyanebben az évben Radics Béla helyére került  a Nevada együttesbe. A katonaság alatt megalakította a Hadirock nevű együttest, majd 1981-ben ebből a Prognózis együttest. 1988-ban létrehozta a rövid életű Piknik Club együttest. 1991-ben Vörös István és a Prognózis néven új együttest alakított, ami egyben már szólókarrierjének kezdete. Ez a formáció 1999-ig működött. Vörös István ettől az időpontól a saját nevén koncertezik. 
Meghívást kapott Mexikóba több nemzetközi zenei fesztiválra szóló akusztikus és zenekari produkciójával, de fellépett többek között Párizsban, Brüsszelben, Prágában, Szarajevóban, Svájcban, Kárpátalján, Szlovákiában, Erdélyben és Dél-Koreában,Torontóban és Göteborgban is.
Zenekarával és akusztikus műsorával folyamatosan koncertezik. A közönség a sokakat megérintő szövegvilágért, az énekelhető dalokért, és a magával ragadó koncerthangulatért szereti a szerző-előadó-énekes produkcióit.
1999-től saját nevén jelennek meg lemezei. 
Vörös István zenekarának jelenlegi felállása
- Vörös István – ének, gitár
- Tót Attila – billentyűk (2006 óta)
- Egri László – gitár (2020 óta)
- Vincze Zoltán – basszusgitár (2020 óta)
- Horváth Róbert – dob (2000 óta)

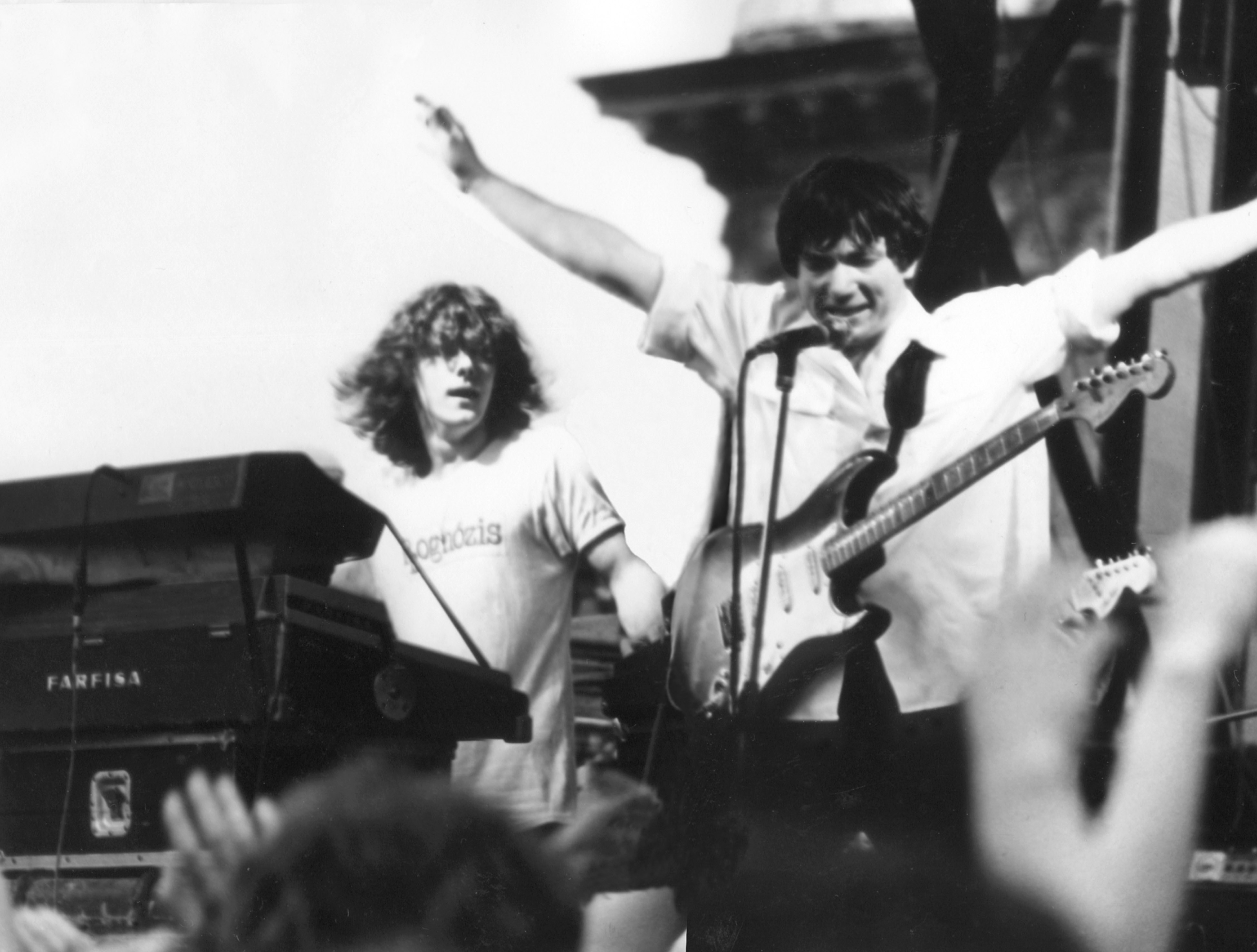
1984-es Prognózis koncert (Ifipark, Budapest)
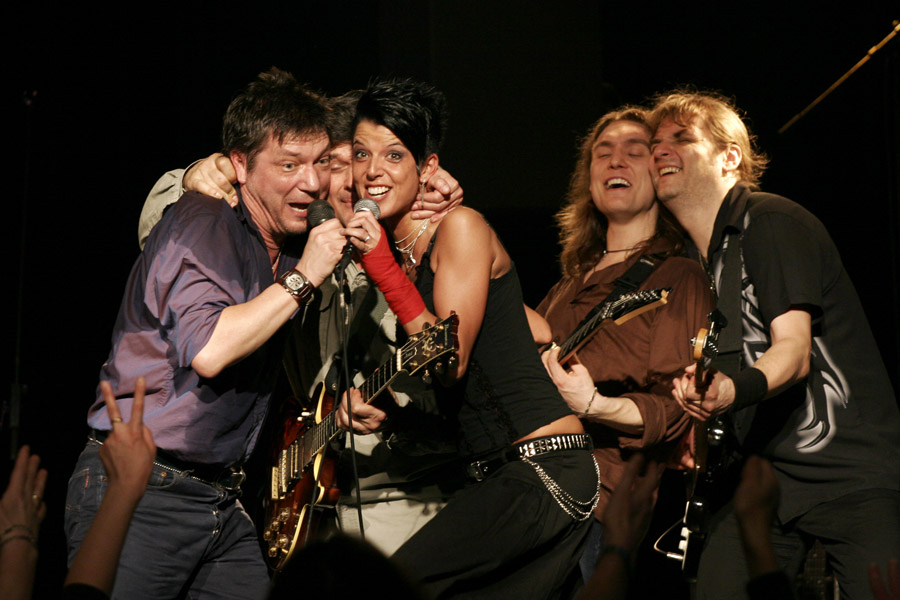
2007-es koncert a Kőbányai Szabadidőközpontban

## Diszkográfia

### Nagylemezek
| Év   | Előadó                      | Album címe                                                      | Felvétel típusa | Formátum | Megjegyzés |
| ---- | --------------------------- | --------------------------------------------------------------- | --------------- | -------- | --- |
| 1984 | Prognózis                   | Előjelek                                                        | Stúdióalbum     | LP, MC   | |
| 1986 | Prognózis                   | Tele van a város szerelemmel                                    | Stúdióalbum     | LP, MC   | |
| 1988 | Piknik Club                 | Piknik Club                                                     | Stúdióalbum     | LP, MC   | |
| 1993 | Vörös István és a Prognózis | Ez egy kutya világ                                              | Stúdióalbum     | CD, MC   | |
| 1994 | Prognózis                   | A legjobb Prognózis-dalok 1981-1987                             | Válogatásalbum  | CD, MC   | Válogatásalbum, rajta egy új dal (Szeretni kéne), és a korábban csak kislemezen kiadott Nyári éjszakák.                              |
| 1995 | Vörös István és a Prognózis | Minden viharon át                                               | Stúdióalbum     | CD, MC   | |
| 1996 | Vörös István és a Prognózis | Én az időt nem sajnálom                                         | Koncertalbum    | CD, MC   | Budai Parkszínpad, 1995. szeptember 9. (a Minden viharon át című stúdióalbum lemezbemutató koncertje). DVD-n és VHS-en is megjelent. |
| 1997 | Vörös István és a Prognózis | Szűk nekünk ez a város                                          | Stúdióalbum     | CD, MC   | |
| 1999 | Steve Red                   | To get on with me                                               | Rendhagyó album | CD       | A Szűk nekünk ez a város című lemez angol nyelvű kiadása.                                                                            |
| 1999 | Vörös István                | Napszerelmesek                                                  | Válogatásalbum  | CD, MC   | Válogatásalbum Vörös István szerelmes dalaiból, rajta egy új dal (Hova menekülj).                                                    |
| 2000 | Vörös István                | Magányos utazó                                                  | Stúdióalbum     | CD, MC   | |
| 2002 | Vörös István                | Táncol a világ a feje tetején                                   | Koncertalbum    | CD, MC   | Petőfi Csarnok, 2002. október 5. (Vörös István 30 éves jubileumi koncertje).                                                         |
| 2003 | Prognózis                   | Prognózissimo                                                   | Koncertalbum    | CD, MC   | Petőfi Csarnok, 2001. október 6. (a Prognózis 20. évfordulós koncertje). A koncertről készült DVD 2007-ben jelent meg.               |
| 2004 | Vörös István                | Tettenérés                                                      | Stúdióalbum     | CD, MC   | |
| 2010 | Vörös István                | Magaslesen                                                      | Stúdióalbum     | CD       | |
| 2010 | Vörös István                | Mélyföld                                                        | Rendhagyó album | CD       | Korábbi dalok akusztikus átdolgozásai és három új dal (Mélyföld, Ellopott percek, Csörgőtánc).                                       |
| 2012 | Vörös István                | Hallgass, ha jót akarsz! 1.                                     | Válogatásalbum  | CD       | Korábbi dalok újra felvett változatai és egy új dal (Engedj be a jóba).                                                              |
| 2013 | Vörös István                | Hallgass, ha jót akarsz! 2.                                     | Válogatásalbum  | CD       | Korábbi dalok újra felvett változatai és egy új dal (Verd a nagydobot!).                                                             |
| 2014 | Vörös István                | Hallgass, ha jót akarsz! 3.                                     | Válogatásalbum  | CD       | Korábbi dalok újra felvett változatai és egy új dal (Életművész).                                                                    |
| 2015 | Vörös István                | Hallgass, ha jót akarsz! 4.                                     | Válogatásalbum  | CD       | Korábbi dalok újra felvett változatai és egy új dal (Baromfiudvar '74).                                                              |
| 2017 | Vörös István                | Hallgass, ha jót akarsz! 5.                                     | Válogatásalbum  | CD       | Korábbi dalok újra felvett változatai és egy új dal (Bulgária).                                                                      |
| 2020 | Vörös István                | Anyu levelei                                                    | Stúdióalbum     | LP, CD   | |
| 2021 | Vörös István                | Így is lehet (Hallgass, ha jót akarsz! 6. – akusztikus verziók) | Rendhagyó album | CD       | Korábbi dalok akusztikus változatban és egy új dal (Balatoni römi).                                                                  |
| 2021 | Vörös István                | Mindenkinek jó lesz                                             | Stúdióalbum     | LP, CD   | 14 új dalt tartalmaz |
| 2022 | Vörös István                | Hallgass,ha jót akarsz ! A legjobb Vörös István dalok 7.        | Válogatásalbum  | CD       | Korábbi dalok újra felvett változatai és egy új dal (Ámor)                                                                           |
| 2023 | Vörös István                | Hallgass, ha jót akarsz! A legjobb Vörös István dalok 8.        | Válogatásalbum  | CD       | Korábbi dalok újra felvett változatai és egy új dal (Veszteség-reménység)                                                            |

### Videokiadványok
| Év   | Előadó                      | Kiadvány címe                                                       | Felvétel típusa | Formátum | Megjegyzés |
| ---- | --------------------------- | ------------------------------------------------------------------- | --------------- | -------- | --- |
| 1996 | Vörös István és a Prognózis | Én az időt nem sajnálom                                             | Koncertfelvétel | DVD, VHS | Budai Parkszínpad, 1995. szeptember 9. (a Minden viharon át című stúdióalbum lemezbemutató koncertje). CD-n is megjelent.                                                                    |
| 2001 | Vörös István                | Félúton                                                             | Koncertfelvétel | VHS      | Kongresszusi Központ, 2001. február 17. (a Magányos utazó című stúdióalbum lemezbemutató koncertje). A koncertről készült, bővített tartalmú DVD Magányos utazó címmel, 2007-ben jelent meg. |
| 2005 | Vörös István                | Tetten értük a pillanatot                                           | Koncertfelvétel | DVD      | Petőfi Csarnok, 2004. október 9. (a Tettenérés című stúdióalbum lemezbemutató koncertje). |
| 2005 | Vörös István                | Olyannak szeress                                                    | Videóklipek     | DVD      | A megjelenés idejéig készült videóklipeket tartalmazza. |
| 2007 | Prognózis                   | Prognózissimo, avagy a 20 éves jubileumi koncert a legjobb dalokkal | Koncertfelvétel | DVD      | Petőfi Csarnok, 2001. október 6. (a Prognózis 20. évfordulós koncertje). A koncertről készült CD 2003-ban jelent meg.                                                                        |
| 2007 | Vörös István                | Magányos utazó                                                      | Koncertfelvétel | DVD      | Kongresszusi Központ, 2001. február 17. (a Magányos utazó című stúdióalbum lemezbemutató koncertje). A koncertről készült VHS Félúton címmel, 2001-ben jelent meg.                           |
| 2019 | Vörös István                | Jubileumi koncert (MOM Kulturális Központ 2018)                     | Koncertfelvétel | DVD      | MOM Kulturális Központ, 2018. március 3. (Vörös István 40 éves szerzői jubileumi koncertje). A koncert felvétele az Önvallomás című életrajzi könyv DVD-mellékleteként jelent meg.           |

### Kislemezek
| Év   | Előadó                      | Album címe                              | Felvétel típusa | Formátum | Megjegyzés |
| ---- | --------------------------- | --------------------------------------- | --------------- | -------- | --- |
| 1982 | Prognózis                   | Hajsza közben / Nyári éjszakák          | Stúdiófelvétel  | vinyl SP | |
| 1996 | Vörös István és a Prognózis | Veled újra kezdeném / Neked valaki kell | Koncertfelvétel | maxi CD  | Budai Parkszínpad, 1995. szeptember 9. (a Minden viharon át című stúdióalbum lemezbemutató koncertje). Az Én az időt nem sajnálom című koncertalbum maxija. |
| 1999 | Vörös István                | Nem várok, míg lemegy a nap             | Stúdiófelvétel  | maxi CD  | A Magányos utazó című stúdióalbum maxija. |

## Portré
- Hogy volt?! – Vörös István (2021)
- Kontúr – Vörös István (2022)

## Kötetei
- A 100 legjobb dalszöveg; Vörös István Produkció Kft., Göd, 2018
- Én az időt nem sajnálom. Önvallomás; Vörös István Produkció Kft., Göd, 2019 + DVD